# Pulkbildung

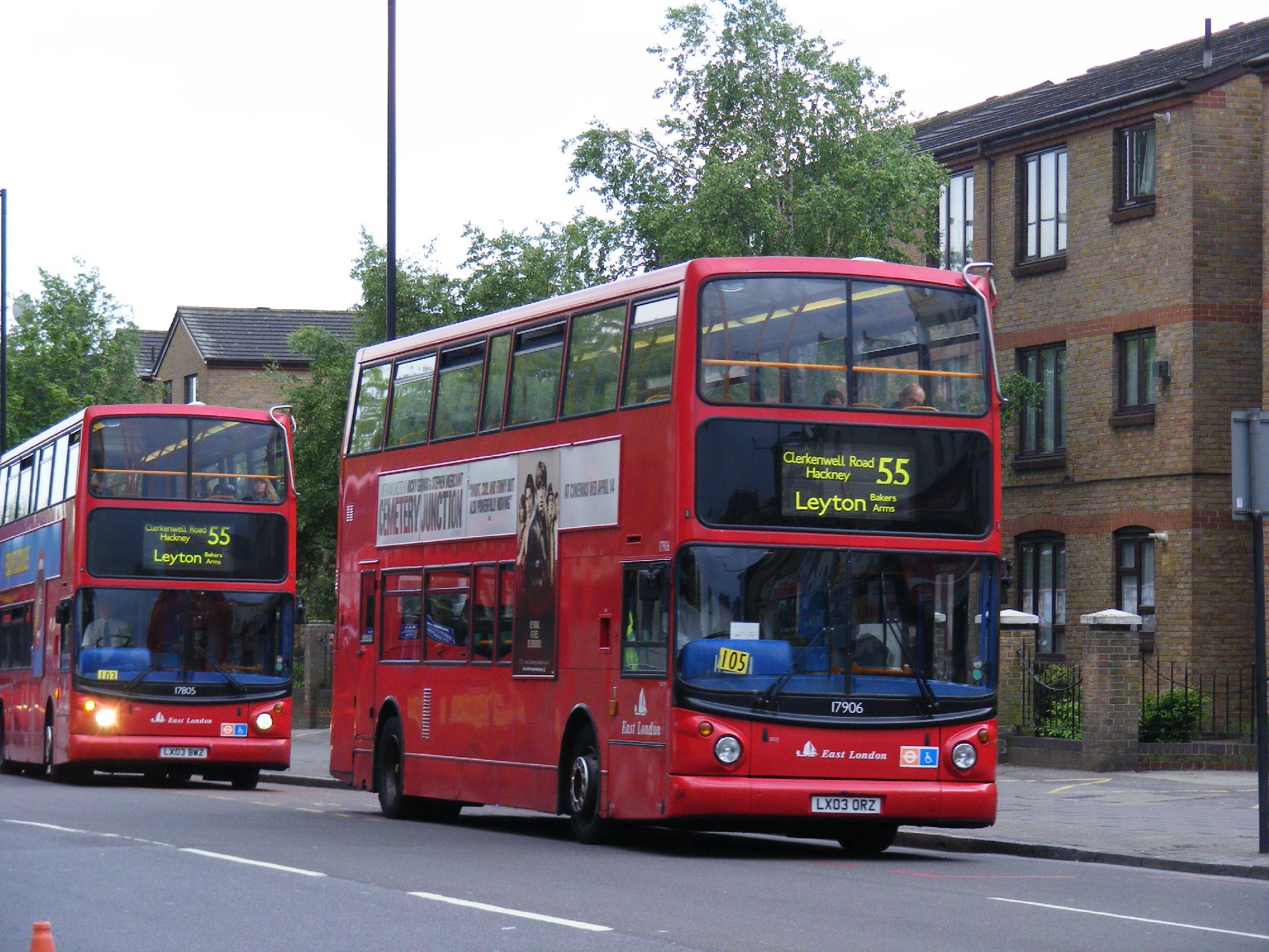
Buspulk in London

Pulkbildung nennt man das Entstehen einer zusammenhängenden Fahrzeugreihe während des Verkehrsflusses.

## Pulkbildung beim ÖPNV
Pulkbildung, auch Nonius-Effekt genannt, ist ein Phänomen, das im Öffentlichen Personennahverkehr auftritt. Durch indirekte Beeinflussung von auf gleicher Strecke verkehrenden Zügen, U-Bahnen, Bussen usw. tendieren Schwankungen der Fahrzeugfolgezeit dazu, sich immer weiter zu verstärken (positive Rückkopplung): Das heißt, Fahrzeuge nach verlängerter Zugfolgezeit (bzw. bereits verspätete) sind verspätungsanfälliger, nach verkürzter Zugfolgezeit (bzw. bereits verfrühte) hingegen verfrühungsanfälliger.
Wo solche Störungen zu stark schwankenden Fahrzeugfolgezeiten führen, resultiert daraus eine ungleichmäßige Belastung der eingesetzten Fahrzeuge mit Fahrgästen mit der Folge differierender Fahrgastwechselzeiten. Das Ergebnis kann die Entstehung eines Pulks sein.
Die Beschreibung als Nonius-Effekt erfolgt wegen der Analogie zum Nonius in der Messtechnik, der einen ähnlichen Effekt zur Erhöhung der Genauigkeiten von Messgeräten zur Messung von Längen und Winkeln nutzt.
Beispiel
Passend hierzu kann es zum Beispiel bei einer Eisenbahnstrecke, auf der gemeinsam Züge fahren und deren Taktfahrpläne unterschiedlich sind (z. B. alle 15 min fährt Linie 1, alle 20 Minuten fährt Linie 2) nach einiger Zeit zu Störungen kommen. Der Fahrplan gerät dabei durcheinander.
Linie 1 mit einer Taktzeit von 15 Minuten → Fahrzeug kommt zur Minute 0/15/30/45

Linie 2 mit einer Taktzeit von 20 Minuten → Fahrzeug kommt zur Minute 7/27/47
daraus ergeben sich die Zugfolgezeiten (Abstände zwischen den einzelnen Abfahrten in Minuten) → 7/8/12/3/15/2/13. Nur z. B. zwei Minuten Verspätung der Linie 1 mit Planabfahrt zur Minute 45 stören bereits den Fahrplan der Linie 2, die zur Minute 47 abfahren sollte.
Betriebsleitsysteme ITCS können diesen Effekt verringern, indem den Fahrern vorhandene Fahrplanabweichungen mitgeteilt werden, damit sie Einfluss auf die Zeitabstände nehmen können. Eine weitere Maßnahme ist der Intervallfahrplan. 